# Magna Grécia

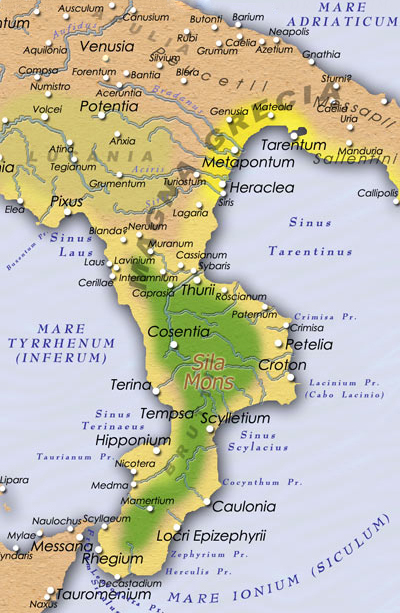
Magna Grécia (cerca de 280 a.C.)

Magna Grécia era a denominação que recebia o sul da península Itálica, região colonizada na Antiguidade pelos gregos depois da segunda diáspora grega. Num sentido mais amplo, inclui também a ilha da Sicília, onde também se verificou o fenómeno de colonização grega. O nome deriva do latim Magna Graecia (em grego, Megale Hellas), "Grande Grécia", porque para os colonos, que vinham de uma Grécia caracterizada pelo seu relevo montanhoso e pelo excesso populacional, as terras da Itália pareciam estender-se infinitamente.

## Colonização
Foi entre os séculos VIII a.C. e VI a.C. que ocorreu este movimento demográfico, transformando o curso da civilização ocidental: contingente importante de gregos transferindo-se para a porção ocidental do Mediterrâneo. A colonização, nos litorais da Catalunha, da França, da Sicília e do sul da península Itálica, concentrou-se, entretanto, na costa oriental da Sicília e no litoral do mar Jônico e do Tirreno (atuais regiões italianas da Apúlia, Basilicata, Calábria e Campânia) com a fundação de mais de quarenta grandes cidades. Estas cidades grego-sicilianas e grego-itálicas, por sua origem, constituição, língua e cultura permaneceram genuínas extensões do mar Egeu, razão pela qual, desde a Antiguidade, o nome de Magna Grécia.

Mapa das línguas itálicas antigas.

Os gregos reproduziram nas colônias as formas de vida material e intelectual que lhes eram próprias. A formação da Magna Grécia, cronologicamente, coincidiu com o nascimento de Roma e com o domínio etrusco sobre o Tirreno, resultando em uma complexa formação étnica no Mediterrâneo. Dentre as diversas componentes não itálicas da cultura latina – celta, etrusca, fenícia, etc., a grega é a mais importante pela superioridade cultural. Estes colonizadores eram basicamente gregos – das ilhas e territórios banhados pelo mar Egeu, que interligava a Anatólia à Eubeia (de língua jônica) e ao Peloponeso (de língua dórica): na Sicília fundaram mais de quinze grandes cidades; na península outras vinte, entre as atuais regiões de Nápoles e Taranto. Eram, também, fenícios (Líbano), semitas (Síria): graças à colonização semita surgiram na Sicília as cidades de Solunto, Panormo (atual Palermo) e Mócia (atual ilha de São Pantaleão); quatro outras cidades na Sardenha, outras na costa da África (Cartago, Útica, Léptis Magna) e nas ilhas e costas espanholas, como Gades (atual Cádis) e Málaga.
Os calcidenses parecem ter sido os primeiros gregos a aportarem na região. Foram eles que, na Sicília, fundaram a cidade de Lentini (Leôncio). Os coríntios também aportaram na região e fundaram Siracusa (Συρακούσσες), cidade de importância comercial e econômica.
Mégara também enviou colonos que fundaram Mégara Hibleia, que ficava entre Siracusa e Leôncio. Os gregos de Rodes e Creta fundaram Gela, que se tornaria a cidade mais importante da Sicília meridional e Ácragas (Άκραγας , atual Agrigento).
A região meridional da Itália foi colonizada por aqueus, que fundaram a opulenta cidade de Síbaris. Também foram os aqueus que fundaram Crotona (Κρότων), cidade que passou a rivalizar com Síbaris (Σύβαρις). Tarento (Τάρας, atual Taranto) foi fundada por lacônios.
A Magna Grécia era, também, o celeiro da Grécia Antiga na medida em que fornecia cereais, óleos, lãs, vinhos e uma série de outros produtos. Em vista desta riqueza, começam os atritos com os cartagineses e com os etruscos. Além disso, as rivalidades internas entre as próprias colônias gregas acabam fragilizando a região. Os romanos acabariam por dominar toda a região.

## Cultura
A Magna Grécia foi um dos centros mais brilhantes da civilização grega, a partir de onde se difundiram as concepções culturais e religiosas gregas para Etruscos e Romanos.
Na poesia, a Magna Grécia destacou-se com nomes como Estesícoro (natural de Hímera) e Íbico (natural de Régio da Calábria).
Na região desenvolveram-se importantes escolas filosóficas, como a de Parmênides e de Zenão de Eleia a de Xenófanes em Zancle e a de Empédocles em Agrigento, Górgias de Leontinos, Aristoxeno de Tarento. Pitágoras fundou a primeira escola pitagórica em Crotona.
Na ciência, a Magna Grécia destacou-se com nomes como Arquimedes de Siracusa, Arquitas de Tarento, Democedes, Alcmeao de Crotona, na arte com Pitágoras de Régio, Clearco de Regio e provavelmente Zêuxis de Heracleia. Zaleuco de Locros foi um importante e conhecido legislador.
Os atletas da Magna Grécia participaram nos jogos pan-helénicos, sendo um dos mais famosos Milo de Crotona que venceu em seis ocasiões a prova de luta nos Jogos Olímpicos e nos Jogos Píticos.

## Cidades

### Localização geográfica

#### Calábria
- Régio da Calábria
- Locros
- Crotone - (Crotona)
- Síbaris
- Caulo
- Escolácio

#### Campânia
- Ísquia
- Cumas
- Nápoles - (Neápolis)
- Posidónia (hoje Paestum)
- Novi Velia - (Eleia)

#### Basilicata(antiga Lucânia)
- Metaponto
- Nova Siri
- Heráclea (Polícoro)
- Pisticci

#### Apúlia
- Tarento (Taranto}
- Galípoli

#### Sicília
- Giardini-Naxos
- Zancle
- Siracusa
- Agrigento - (Ácragas)
- Gela
- Catânia
- Leôncio
- Mégara Hibleia
- Camarina
- Milazzo
- Acras
- Hímera
- Selinunte
- Casmene
- Heráclea Minoa
- Lípara